# П'єр Жанне (бібліограф)
Про французького психолога див. статтю П'єр Жане
П'єр Жанне (фр. Pierre Jannet; 5 січня 1820, Сен-Жермен-де-Грав — листопад 1870, Париж) — французький бібліофіл і бібліограф.
Жанне видав за сприяння Терно-Компана, вишукану серію видань французьких письменників 16 століття Bibliothèque elzévirienne, з яких він сам відредагував декілька томів: l'Ancien Théâtre Français, les Facétieuses de Straparole тощо.
Він також відомий як упорядник багатьох збірок бібліографій.